# Africada pós-alveolar surda
A africada pós-alveolar surda ou a sibilante sibilante pós-alveolar surda é um tipo de fonema usado em algumas línguas faladas. O som é transcrito no Alfabeto Fonético Internacional com ⟨t͡ʃ⟩, ⟨t͜ʃ⟩ ou ⟨tʃ⟩ (anteriormente a ligadura ⟨ʧ⟩). A alternativa comumente usada na transcrição americana é ⟨č⟩.
Historicamente, este som geralmente deriva de uma parada velar surda anterior /k/ (como em ''church'' do inglês; também no árabe do Golfo, línguas eslavas, línguas indo-iranianas e línguas românicas) ou uma parada dentária surda /t/ por meio de palatalização , especialmente ao lado de uma vogal anterior (em amárico, português, alguns dialetos do árabe egípcio, etc.).

## Características
- Sua forma de articulação é a africada sibilante, o que significa que é produzida primeiro interrompendo totalmente o fluxo de ar, depois direcionando-o com a língua para a borda afiada dos dentes, causando turbulência de alta frequência.
- Seu local de articulação é palato-alveolar, ou seja, pós-aveolar abobadado (parcialmente palatalizado), o que significa que se articula com a lâmina da língua atrás da crista alveolar, e a frente da língua agrupada ("abaulada") na região palato.
- Sua fonação é surda, o que significa que é produzida sem vibrações das cordas vocais.
- É uma consoante oral, o que significa que o ar só pode escapar pela boca.
- O mecanismo da corrente de ar é pulmonar, o que significa que é articulado empurrando o ar apenas com os pulmões e o diafragma, como na maioria dos sons.

## Ocorrência
| Língua                  | Língua                                             | Palavra                        | AFI              | Significado           | Notas |
| ----------------------- | -------------------------------------------------- | ------------------------------ | ---------------- | --------------------- | --- |
| Adigue                  | Adigue                                             | чэмы/čėmy                      | [t͡ʃamə]ⓘ         | Vaca                  | Alguns dialetos tem formas labializadas e não labializadas.                                                                                                 |
| Albanês                 | Albanês                                            | çelur                          | [t͡ʃɛluɾ]         | Aberto                | |
| Aleúte                  | Dialeto atkan                                      | chamĝul                        | [t͡ʃɑmʁul]        | Lavar                 | |
| Amárico                 | Amárico                                            | አንቺ/anite                      | [ant͡ʃi]          | Você                  | |
| Árabe                   | Palestino central                                  | مكتبة /maktaba                 | [ˈmat͡ʃt̪abe]      | Biblioteca            | Corresponde a [k] em árabe padrão e em outros dialetos. |
| Árabe                   | Iraquiano                                          | چتاب/kitaab                    | [t͡ʃɪˈt̪ɑːb]       | Livro                 | Corresponde a [k] em árabe padrão e em outros dialetos. |
| Árabe                   | Jordaniano                                         | كتاب/kitaab                    | [t͡ʃɪˈt̪aːb]       | Livro                 | Corresponde a [k] em árabe padrão e em outros dialetos. |
| Armênio                 | Oriental                                           | ճնճղուկ / č̣nč̣ġowk / chnchghowk | [t͡ʃənt͡ʃʁuk]ⓘ     | Pardal                | |
| Assírio neoaramaico     | Assírio neoaramaico                                | ܟܗܡܐܗ/cmaa                     | [t͡ʃmaː]          | O quanto?             | Usado nos dialetos Urmia e Nochiya. Corresponde a [k] em outras variedade.                                                                                  |
| Azerbaijani             | Azerbaijani                                        | Əkinçi                         | [æcint͡ʃʰi]       | O lavrador            | |
| Bengali                 | Bengali                                            | চশমা/chôshma                    | [t͡ʃɔʃma]         | Óculos                | Contrasta com forma aspirada. |
| Basco                   | Basco                                              | txalupa                        | [t͡ʃalupa]        | Barco                 | |
| Búlgaro                 | Búlgaro                                            | чучулига/chuchuliga            | [t͡ʃʊt͡ʃuˈliɡɐ]    | Cotovia               | |
| Yup'ik central alascano | Yup'ik central alascano                            | nacaq                          | [ˈnat͡ʃaq]        | Capuz parka           | |
| Choctaw                 | Choctaw                                            | hakchioma                      | [hakt͡ʃioma]      | Tabaco                | |
| Copta                   | Borraírico                                         | ϭⲟϩ/coh                        | [t͡ʃoh]           | Toque                 | |
| Tcheco                  | Tcheco                                             | morče                          | [ˈmo̞rt͡ʃɛ]        | Porco da Guinea       | |
| Inglês                  | Received Pronunciation                             | church                         | ['t͡ʃəːt͡ʃ]        | Igreja                | [tʃʷ] um pouco labializado. |
| Esperanto               | Esperanto                                          | ĉar                            | [t͡ʃar]           | Porque                | |
| Faroês                  | Faroês                                             | gera                           | [t͡ʃeːɹa]         | Fazer                 | Contrasta com forma aspirada. |
| Francês                 | Padrão                                             | caoutchouc                     | [kaut͡ʃu]         | Borracha              | Relativamente rara; ocorre principalmente em palavras emprestadas.                                                                                          |
| Francês                 | Acadiano                                           | tiens                          | [t͡ʃɛ̃]            | (Eu) Mantenho         | Alofone de /k/ e /tj/ antes de vogais frontais. |
| Galego                  | Galego                                             | cheo                           | [ˈt͡ʃeo]          | Cheio                 | Galego-português /t͡ʃ/ é conservado no galego e juntado com /ʃ/ na maioria dos dialetos.                                                                     |
| Georgiano               | Georgiano                                          | ჩიხი/ch'ikhi                   | [t͡ʃixi]          | Impasse               | |
| Alemão                  | Padrão                                             | Tschinelle                     | [t͡ʃʷiˈnɛlə]      | Címbalo               | Laminal ou apico-laminal e fortemente labializado. |
| Grego                   | Cipriota                                           | τζ̌αι/chai                      | [t͡ʃe̞]            | E                     | Contrasta com /t͡ʃʰː/ e [d͡ʒ] prenasalizado. |
| Hebraico                | Hebraico                                           | תשובה/čuva                     | [t͡ʃuˈva]         | Resposta              | |
| Hindustâni              | Hindustâni                                         | चाय/چائے/chaay                  | [t͡ʃɑːj]          | Chá                   | Contrasta com forma aspirada. |
| Crioulo haitiano        | Crioulo haitiano                                   | match                          | [mat͡ʃ]           | Partida de esportes   | |
| Húngaro                 | Húngaro                                            | gyümölcslé                     | [ˈɟymølt͡ʃleː]    | Suco                  | |
| Italiano                | Italiano                                           | ciao                           | [ˈt͡ʃaːo]         | Oi                    | |
| K'iche'                 | K'iche'                                            | K'iche'                        | [kʼiˈt͡ʃeʔ]       | K'iche'               | Contrasta com forma ejetiva. |
| Cabardiano              | Cabardiano                                         | чэнж/čėnž                      | [t͡ʃanʒ]ⓘ         | Rasa                  | |
| Cassúbio                | Cassúbio                                           | czësto                         | [tʃəstɔ]         | [tradução necessária] | |
| Coreano                 | Coreano                                            | 미쳤다/michyeotda              | [mit͡ʃʰjʌt̚t˭ɐ]    | Louco                 | |
| Curdo                   | Curdo                                              | hirç                           | [hɪɾt͡ʃ]          | Urso                  | |
| Macedônio               | Macedônio                                          | чека                           | [t͡ʃɛka]          | Espera                | |
| Malaio                  | Malaio                                             | cuci                           | [t͡ʃut͡ʃi]         | Lavagem               | |
| Maltês                  | Maltês                                             | bliċ                           | [blit͡ʃ]          | Alvejante             | |
| Manês                   | Manês                                              | çhiarn                         | [ˈtʃaːrn]        | Lorde                 | |
| Marata                  | Marata                                             | चहा/cahā                        | [t͡ʃəhɑː]         | Chá                   | Contrasta com forma aspirada. |
| Mongol                  | Dialeto khalkha                                    | наргиж/nargij                  | [ˈnargit͡ʃ]       | Rir                   | |
| Nahuatl                 | Nahuatl                                            | āyōtōchtli                     | [aːjoːˈtoːt͡ʃt͡ɬi] | Tatu                  | |
| Norueguês               | Alguns dialetos                                    | kjøkken                        | [t͡ʃøkːen]        | Cozinha               | |
| Nunggubuyu              | Nunggubuyu                                         | jaro                           | [t͡ʃaɾo]          | Agulha                | |
| Occitano                | Occitano                                           | chuc                           | [ˈt͡ʃyk]          | Suco                  | |
| Oriá                    | Oriá                                               | ଚକ/caka                        | [t͡ʃɔkɔ]          | Roda                  | Contrasta com forma aspirada. |
| Persa                   | Persa                                              | چوب/čhûb                       | [t͡ʃʰuːb]         | Madeira               | |
| Polonês                 | Gmina Istebna                                      | ciemny                         | [ˈt͡ʃɛmn̪ɘ]        | Negro                 | /ʈ͡ʂ/ e /t͡ɕ/ se juntam em [t͡ʃ] nesses dialetos. Em polonês padrão, /t͡ʃ/ é comumente usado para transcrever o que é na verdade uma africada retroflexa surda. |
| Polonês                 | Dialeto lubawa                                     | ciemny                         | [ˈt͡ʃɛmn̪ɘ]        | Negro                 | /ʈ͡ʂ/ e /t͡ɕ/ se juntam em [t͡ʃ] nesses dialetos. Em polonês padrão, /t͡ʃ/ é comumente usado para transcrever o que é na verdade uma africada retroflexa surda. |
| Polonês                 | Dialeto malbork                                    | ciemny                         | [ˈt͡ʃɛmn̪ɘ]        | Negro                 | /ʈ͡ʂ/ e /t͡ɕ/ se juntam em [t͡ʃ] nesses dialetos. Em polonês padrão, /t͡ʃ/ é comumente usado para transcrever o que é na verdade uma africada retroflexa surda. |
| Polonês                 | Dialeto ostróda                                    | ciemny                         | [ˈt͡ʃɛmn̪ɘ]        | Negro                 | /ʈ͡ʂ/ e /t͡ɕ/ se juntam em [t͡ʃ] nesses dialetos. Em polonês padrão, /t͡ʃ/ é comumente usado para transcrever o que é na verdade uma africada retroflexa surda. |
| Polonês                 | Dialeto warmia                                     | ciemny                         | [ˈt͡ʃɛmn̪ɘ]        | Negro                 | /ʈ͡ʂ/ e /t͡ɕ/ se juntam em [t͡ʃ] nesses dialetos. Em polonês padrão, /t͡ʃ/ é comumente usado para transcrever o que é na verdade uma africada retroflexa surda. |
| Português               | Most northern and some central Portuguese dialects | chamar                         | [t͡ʃɐˈmaɾ]        | Chamar                | Realização arcaica do ⟨ch⟩ etimológico. O uso está diminuindo por causa da influência da língua padrão, e com isso sendo substituído por [ʃ].               |
| Português               | Maioria dos dialetos brasileiros                   | presente                       | [pɾe̞ˈzẽ̞t͡ʃ]       | Presente              | |
| Português               | Maioria dos dialetos                               | tchau                          | [ˈt͡ʃaw]          | Tchau                 | No português padrão ocorre apenas em palavras emprestadas recentes.                                                                                         |
| Punjabi                 | Punjabi                                            | ਚੌਲ/ چول/caula                  | [t͡ʃɔːl]          | Arroz                 | |
| Quéchua                 | Quéchua                                            | chunka                         | [t͡ʃʊŋka]         | Dez                   | |
| Romeno                  | Romeno                                             | cer                            | [ˈt͡ʃe̞r]          | Céu                   | |
| Rotuman                 | Rotuman                                            | joni                           | [ˈt͡ʃɔni]         | Fugir                 | |
| Gaélico escocês         | Gaélico escocês                                    | slàinte                        | [ˈsl̪ˠaːnʲt͡ʃə]    | Saúde                 | Apenas em dialetos do sul; pronúncia padrão é [tʲ]. |
| Servo-Croata            | Alguns falantes                                    | čokoláda / чоколада            | [t͡ʃo̞ko̞ˈɫǎ̠ːd̪a̠]    | Chocolate             | Em variedades que não distinguem /ʈ͡ʂ/ de /t͡ɕ/. |
| Silesiano               | Gmina Istebna                                      | szpańelsko                     | [t̠ʃpaɲɛskɔ]      | Espanhol              | Esses dialetos juntam /ʈ͡ʂ/ e /t͡ɕ/ em [t͡ʃ]. |
| Silesiano               | Jablunkov                                          | szpańelsko                     | [t̠ʃpaɲɛlskɔ]     |                       | Esses dialetos juntam /ʈ͡ʂ/ e /t͡ɕ/ em [t͡ʃ]. |
| Spanish                 | Spanish                                            | chocolate                      | [t͡ʃo̞ko̞ˈlät̪e̞]ⓘ    | Chocolate             | |
| Suaíli                  | Suaíli                                             | jicho                          | [ʄit͡ʃo]          | Olho                  | |
| Sueco                   | Finlândia                                          | tjugo                          | [t͡ʃʉːɡʉ]         | Vinte                 | |
| Sueco                   | Alguns dialetos rurais da Suécia                   | kärlek                         | [t͡ʃæːɭeːk]       | Amor                  | |
| Tlingit                 | Tlingit                                            | jinkaat                        | [ˈt͡ʃiŋkʰaːtʰ]    | Dez                   | |
| Turco                   | Turco                                              | çok                            | [t͡ʃok]           | Muito                 | |
| Tyap                    | Tyap                                               | cat                            | [t͡ʃad]           | Amor                  | |
| Ubykh                   | Ubykh                                              | Çəbƹəja/çabjaya                | [t͡ʃəbʒəja]       | Pimenta               | |
| Ucraniano               | Ucraniano                                          | чотири/chotyry                 | [t͡ʃo̞ˈtɪrɪ]       | Quatro                | |
| Usbeque                 | Usbeque                                            | choʻl                          | [t͡ʃɵl]           | Dezerto               | |
| Zapoteco                | Tilquiapano                                        | chane                          | [t͡ʃanɘ]          | [tradução necessária] | |

O mandarim, o português, o russo, o japonês, o coreano, o mongol, o polonês, o catalão e o tailandês possuem uma africada alvéolo-palatal surda /t͡ɕ/; isto é tecnicamente pós-alveolar, mas é menos preciso usar /t͡ʃ/.